# Koranski Brijeg
Koranski Brijeg – wieś w Chorwacji, w żupanii karlowackiej, w gminie Barilović. W 2011 roku liczyła 94 mieszkańców.